# この胸のときめきを (テレビドラマ)
『この胸のときめきを - HEARTS SCRAMBLE -』（このむねのときめきを）は1989年7月6日から9月28日にかけてフジテレビ系列の『木曜劇場』枠で放送された日本のテレビドラマ。

## 概要
国際線客室乗務員、ヘリ操縦士、若きオーナー社長、そしてその周囲の男女の人間模様を、愛と野望と大空を絡めて描いた恋愛ドラマ。ジェット機、ヘリのフライトシーン、さらには航空機の派手な演出なども見どころである。設楽りさ子のドラマデビュー作。宣伝ポスターのキャッチフレーズは、「木曜夜10時 恋のフライトにご搭乗ください。」

## 出演
- 佐藤薫：岸本加世子
国際線の客室乗務員。恋人の翔平とは3年振りの再会。
- 本田翔平：岩城滉一
本田航空という小さなヘリ会社のオーナー。義明とは幼なじみ。
- 倉橋彰子：早見優
薫と同じクルー。直人に好意を寄せる。
- 島崎義明：山下真司
大企業の南部総業2代目会長。薫に好意を寄せる。
- 岩下直人：布川敏和
本田航空の操縦士。
- 宮城茜：杉本彩
薫と同じクルー。
- 葉月：設楽りさ子
本田航空の操縦士。直人に好意を寄せる。
- 高村真理：香坂みゆき
義明の秘書。翔平に好意を寄せる。
- 浩太郎：藤タカシ
翔平が学生時代の後輩を本田航空営業部長にヘッドハントした。元為替ブローカー。
- 倉橋英一：高橋悦史
彰子の父。カナダの一流投資会社社長。

## スタッフ
- 脚本：矢島正雄
- 企画：前田和也、石原隆
- プロデューサー：関口静夫
- 演出：若松節朗、鈴木雅之
- 制作補：河野圭太
- 演出補：佐藤祐市
- 音楽：芳野藤丸
- 製作：共同テレビジョン、フジテレビジョン
- 撮影協力：本田航空(劇中に登場する会社とは異なり実在する会社。劇中の社名を実在の社名に合わせたことにより、実在の機体の社名がそのまま記されて劇中に登場した)

## 主題歌
- サム・ハリス：「I'D DO IT ALL AGAIN」

## 放送日程
| 各話   | 放送日        | サブタイトル         |
| ------ | ------------- | -------------------- |
| 第1話  | 1989年7月06日 | キスしていいですか!? |
| 第2話  | 1989年7月13日 | 私だって女なのよ     |
| 第3話  | 1989年7月20日 | 愛が止まらない!      |
| 第4話  | 1989年7月27日 | 抱いて、抱いて!      |
| 第5話  | 1989年8月03日 | その結婚待った!      |
| 第6話  | 1989年8月10日 | 大空の対決           |
| 第7話  | 1989年8月17日 | 夏は激しく燃えて     |
| 第8話  | 1989年8月24日 | 愛は奪いとるもの     |
| 第9話  | 1989年8月31日 | 私を離さないで!      |
| 第10話 | 1989年9月07日 | 私、結婚やめます     |
| 第11話 | 1989年9月14日 | 愛が激突する!        |
| 第12話 | 1989年9月21日 | 最後のプロポーズ     |
| 最終話 | 1989年9月28日 | それぞれの旅立ち     |

## 劇中登場する航空機
- ベル 206Lロングレンジャー
- スリングスビーT67M MKⅡ

| フジテレビ系 木曜劇場 | フジテレビ系 木曜劇場 | フジテレビ系 木曜劇場 |
| 前番組                | 番組名                | 次番組                |
| --------------------- | --------------------- | --------------------- |
| ハートに火をつけて!   | この胸のときめきを    | 過ぎし日のセレナーデ  |